# Aspangberg-Sankt Peter
Aspangberg-Sankt Peter är en kommun  i Österrike. Den ligger i distriktet Neunkirchen i förbundslandet Niederösterreich,  80 kilometer söder om huvudstaden Wien. Kommunens administration finns i orten Sonneck.